# Goudgeaderde murene
De goudgeaderde murene (Echidna catenata) is een murene die voorkomt in het westen van de Atlantische Oceaan. Hij kan een lengte bereiken van 165 centimeter.